# 松籟閣
松籟閣（宋慶齡寓所）位於重慶市南岸區黃山，文物遺址年代為1938--1945年。1992年3月19日列為重慶市第二批市級文物保護單位。 2000年9月7日列為第一批重慶市文物保護單位。2013年3月5日列為第七批全國重點文物保護單位。
松籟閣是抗戰期間蔣介石為孫中山夫人宋慶齡準備寓所。位於黃山陪都遺蹟東南側的小山坡上，與雲岫樓遙相對望，可鳥瞰黃山淺谷全景，後為西南軍政委員會接收，曾為黃山幹部療養院病房或職工宿舍。